# Ambatomena (Vakinankaratra)
Ambatomena is een plaats en commune in het centrum van Madagaskar, behorend tot het district Antsirabe II, dat gelegen is in de regio Vakinankaratra. Tijdens een volkstelling in 2001 telde de plaats 19.084 inwoners.
De plaats biedt naast lager onderwijs ook middelbaar onderwijs aan. Er wordt mijnbouw bedreven op industriële schaal. 87,8 % van de bevolking werkt als landbouwer en 10 % houdt zich bezig met veeteelt. De belangrijkste landbouwproducten zijn rijst en fruit; andere belangrijke producten zijn bonen, mais en aardappelen. Verder is 2% actief in de dienstensector en heeft 0,2% een baan in de industrie.